# Canterrane
Die Canterrane ist ein Fluss in Frankreich, der im Département Pyrénées-Orientales in der Region Okzitanien verläuft. Sie entspringt unter dem Namen Rivière d’Oms im Gemeindegebiet von Oms, entwässert generell in nordöstlicher Richtung durch die Landschaft Roussillon und mündet nach rund 28 Kilometern im Gemeindegebiet von Pollestres als linker Nebenfluss in den Réart.

## Orte am Fluss
(Reihenfolge in Fließrichtung)
- Oms
- Terrats
- Trouillas
- Pollestres

## Hydrologie
Die Canterrane führt bei normalen Witterungsverhältnissen abschnittsweise nur sehr wenig Wasser an der Oberfläche.